# Otto Küpferling
Otto Küpferling (ur. w XIX wieku - zm. w XX wieku) – niemiecki kolarz torowy, brązowy medalista olimpiady.

## Kariera
Największy sukces w karierze Otto Küpferling osiągnął w 1906 roku, kiedy wspólnie ze swym bratem Karlem Arnoldem zdobył brązowy medal w wyścigu tandemów podczas letniej olimpiady w Atenach. Na tej samej imprezie wystartował w jeszcze trzech kolarskich konkurencjach, najlepszy wynik osiągając w jeździe na 1000 m na czas, którą ukończył na ósmej pozycji. Ponadto dwukrotnie zdobywał medale torowych mistrzostw świata, w tym złoty w sprincie amatorów w 1905 roku. Nigdy nie zdobył medalu na torowych mistrzostwach świata.